# Tatitlek
Tatitlek est une localité (Census-designated place) d'Alaska, aux États-Unis, située dans la Région de recensement de Valdez-Cordova, dont la population était de 88 habitants en 2010.

## Situation - climat
Elle est située sur la rive nord-est du détroit Tatitlek, sur la partie continentale de la baie du Prince-William, à proximité de l'île Bligh, au sud-ouest de Valdez (par la mer) et à 48 km de Cordova (par avion).
Les températures moyennes vont de −8 °C à −2 °C en janvier et de 9 °C à 17 °C en juillet.

## Histoire
C'est un village Alutiiq, qui a été mentionné en 1880 sous le nom de Tatikhlek et qui avait une population de 73 habitants. Le nom actuel lui a été donné en 1910 par l'U.S. Geological Survey. Une poste a été ouverte en 1946. De nombreux habitants de Chenega y ont déménagé à la suite du séisme de 1964. Le village actuel est dominé par le clocher à bulbe bleu de l'église russe orthodoxe.
L'élevage des huîtres et le traitement du poisson sont à la base de l'activité économique du village.

## Démographie
| 1880 | 1890 | 1900 | 1910 | 1920 | 1930 | 1940 | 1950 |
| ---- | ---- | ---- | ---- | ---- | ---- | ---- | ---- |
| 73   | 90   | 149  | 156  | 187  | 70   | 75   | 89   |

| 1960 | 1970 | 1980 | 1990 | 2000 | 2010 | - | - |
| ---- | ---- | ---- | ---- | ---- | ---- | - | - |
| 96   | 111  | 68   | 119  | 107  | 88   | - | - |